# Cross County
Cross County är ett administrativt område i delstaten Arkansas, USA. År 2010 hade countyt 17 870 invånare. Den administrativa huvudorten (county seat) är Wynne.  
Countyt grundades 1862 och fick sitt namn efter David C. Cross. 

## Geografi
Enligt United States Census Bureau så har countyt en total area på 1 611 km². 1 595 km² av den arean är land och 16 km² är vatten. 

### Angränsande countyn
- Poinsett County  - nord
- Crittenden County  - öst
- St. Francis County  - syd
- Woodruff County  - väst
- Jackson County  - nordväst